# Cancelada (Estepona)
Cancelada es una localidad perteneciente al municipio de Estepona, situado en la provincia de Málaga, en la Costa del Sol de Andalucía, al sur de España. Se encuentra situada en la parte oriental del término municipal de Estepona, rodeada de diferentes urbanizaciones, campos de golf y desarrollos hoteleros.

## Toponimia
El nombre de Cancelada tiene su origen en uno de los títulos nobiliarios que ostentaba la mujer del Marqués de Duero, María Francisca de Paula de Tovar y Pueguera Amat de la Gasca, VII Marquesa de Revilla, VI Condesa de Cancelada y IX Condesa de Lences.

## Historia

### SigloXIX
Cancelada se originó como núcleo urbano, como una bonita y blanca barriada de estilo colonial, a raíz de la creación del proyecto de la Colonia Agrícola de San Pedro de Alcántara impulsado por el Marqués de Duero.  Fue la más importante de España de la segunda mitad del siglo XIX así como la más grande de iniciativa privada. Se trataba de un gran latifundio de casi de 5000 hectáreas, que se extendía por los territorios de Marbella, Estepona y Benahavís en torno a las vegas de los ríos Guadaiza, Guadalmina y Guadalmansa y tierras que ascendían hacia el norte del río Guadalmina. En sus inicios, tanto la finca de Cancelada como el cortijo del Saladillo, Boladilla, Vega Escondida, Llanos de Gudalmansa, Barronal, Casasola, Pernet, etc. fueron adquiridas o permutadas a particulares por el Marqués del Duero que completó y transformó el latifundio litoral propiedad de su esposa en una explotación agropecuaria modelo. Tras la muerte del Marqués en 1874 la Colonia se vendió a sus acreedores constituidos en la Sociedad Anónima de la Colonia de San Pedro de Alcántara de capital hispano francés. Según catastro, 1143 ha de la Colonia correspondían al término municipal de Estepona. 
Su importancia se debió a su extensión, número de colonos, kilómetros de acequias, caminos, cortijos, embalses, ingenio, granja modelo, fábrica de electricidad e infraestructuras. También destacaba por estar dotada de los últimos adelantos en cuanto a la mecanización agraria con segadoras y trilladoras importadas. Además, obtuvo el asesoramiento del ingeniero cubano Álvaro Reynoso y contó con varios ingenieros procedentes sobre todo de Francia. 
Ya incluso en 1898, antes que otras poblaciones malagueñas, Cancelada disponía de línea telefónica para comunicarse con el núcleo principal de la Colonia y con la fábrica azucarera. La caña de azúcar era el cultivo principal de las tierras llanas y de suelos profundos de la zona de Cancelada hasta que en 1881 se introdujo la remolacha azucarera de regadío. De acuerdo con la evolución de los precios en mercado del azúcar, las plagas y las condiciones climáticas, hasta final del siglo XIX se sucedieron los cultivos de cereal de regadío, las leguminosas, los eucaliptos y cítricos. Además, en las zonas de secano al norte de cancelada se cultivaba trigo, cebada y centeno.

## Transportes
La parada de autobús se encuentra a pie de carretera, comunicados ambos sentidos por una pasarela peatonal. 
- Línea 2: autobús urbano con frecuencia cada media hora desde el puerto deportivo de Estepona hasta la urbanización Mar y Monte.[6]
- Línea 79: autobús interurbano con frecuencia cada media hora que comunica Estepona, San Pedro de Alcántara y Marbella. Para consultar los horarios la parada de autobús se llama 4104 Gran Hotel Playabella/Cancelada.[7]

## Equipamiento y servicios
Este pequeño núcleo de población cuenta no obstante con la Tenencia de alcaldía de Cancelada, una subjefatura de la Policía Local permanente, oficina de Correos, farmacia, consultorio del Servicio Andaluz de Salud.
En el aspecto educativo y cultural dispone de guarderías, del Colegio Ramón Lago de Educación Infantil y Primaria, y el Instituto Profesor Tomás Hormigo de Educación Secundaria.
Tiene una biblioteca en las instalaciones de la Tenencia de Alcaldía (con servicio de préstamo desde la biblioteca municipal Centro Cultural Padre Manuel de Estepona).
Cuenta con tiendas, oficinas de señaladas empresas de la zona y negocios de restauración y ocio así como con asociaciones vecinales, sociales y deportivas.    
Tiene instalaciones deportivas, entre ellas un polideportivo con una piscina, una pista polideportiva, dos pistas de pádel y una de tenis. También cuenta con un Skatepark  y está dotada de un campo de fútbol 7 de césped de dimensiones oficiales inaugurado en 2017.
Respecto a las áreas verdes, tiene la situada en el entorno del campo de fútbol 7 de 26 000 m² con un espacio biosaludable, otra zona próxima con vistas panorámicas al Río Guadalmansa y la situada en el entorno de Bel Air de 14.000 m²., además de tene diversos parques infantiles en el centro urbano.
En su centro se encuentran la pintorescas calle peatonal Corazón de María con el arco con la inscripción Barriada de Cancelada y la plaza José Vázquez.

## Patrimonio

### Presa de Cancelada o del Taraje

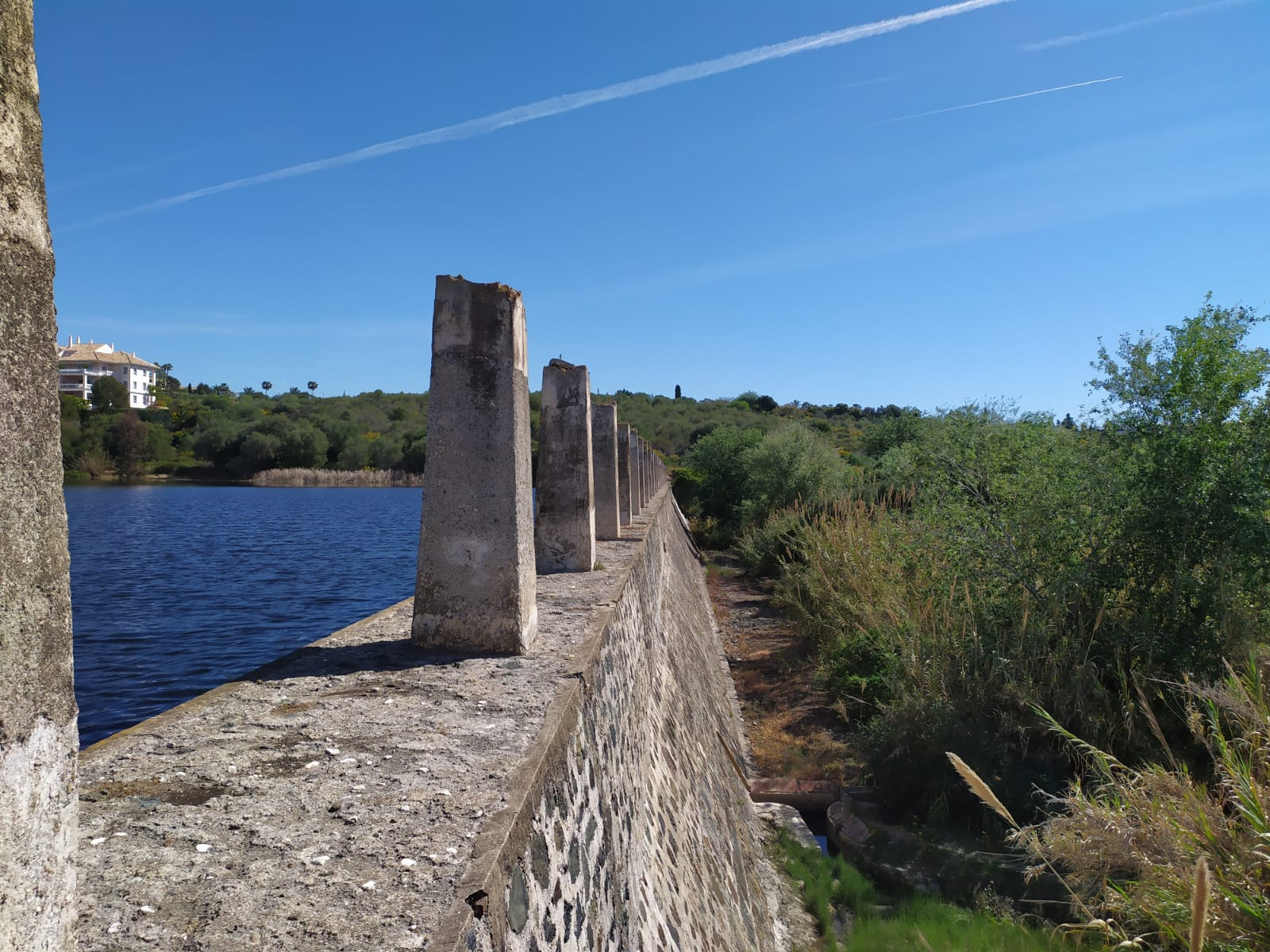
Presa de Cancelada o del Taraje

Esta presa y sus acequias formaban parte del sistema hidráulico que se originó para la ampliación de la superficie regable de estas fincas de la Colonia Agrícola. Se trata de una presa de gravedad recta con 166 metros de longitud y 13,50 metros de altura desde cimiento. Tiene una capacidad de 318 000 m³ y ocupa una superficie de 9,7 ha. Tiene un aliviadero de superficie en el estribo derecho, un desagüe de fondo y dos tomas para el riego y 14 km de acequias y canales de riego. Recogía el agua de los arroyos del Taraje, del Toro y de Briján y, a través de una acequia, del río Guadalmansa. Era parte de un sistema hidráulico sin precedentes en la zona, con una compleja red de acequias que recorría la colonia desde el río Guadalmansa hasta el río Guadaiza con planos del ingeniero francés Miguel Falconnet y Guillot.
En la actualidad se encuentra en un buen estado de conservación aunque es de difícil acceso y está rodeada por campo de golf del Hotel Villa Padierna. La Gran Senda de Málaga (GR-249) la señala como punto de interés dentro del patrimonio hidráulico malagueño en la etapa 30. Además, la presa de Cancelada o del Taraje está considerada por la Diputación de Málaga como sitio para el avistamiento de aves o birding, en concreto de aves acuáticas.

### Puente Fósil o del Río Guadalmansa

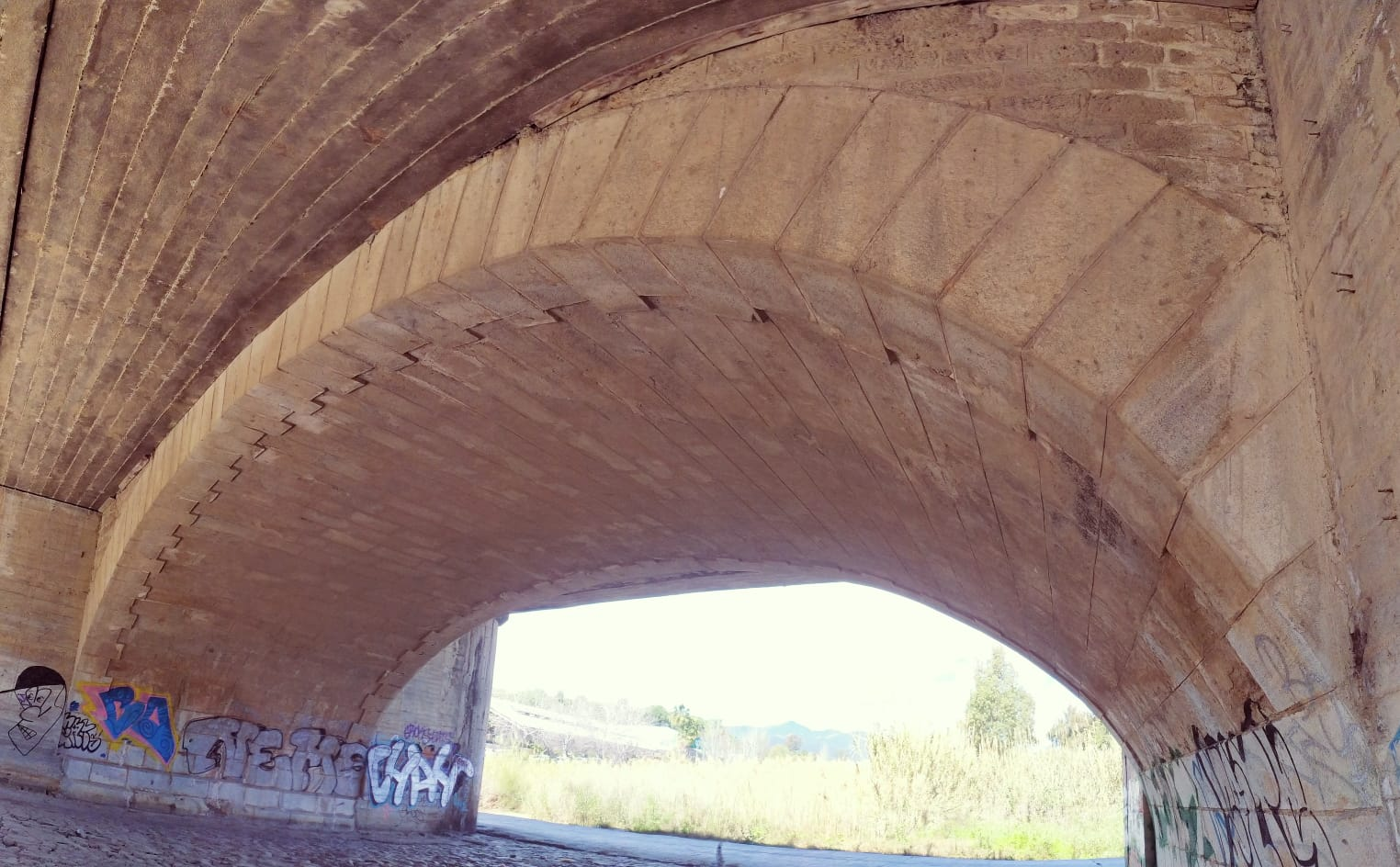
Puente Fósil o de Guadalmansa

Data de 1873 como parte de la infraestructura de la carretera de Cádiz a Málaga de Pablo Alzola y Minondo. Consta de cuatro esbeltos arcos carpaneles de 15 metros de luz que se pueden observar desde la orilla del río Guadalmansa ya que en los años 60 del siglo XX el puente fue ensanchado mediante losas de hormigón y vigas prefabricadas para la construcción de la autovía A-7. Hoy en día soporta la vía de servicio de la carretera en sentido Cádiz.

### Iglesia Parroquial Corazón de María
La iglesia se edificó en el siglo XX  y la construcción del templo, al igual que su actual conservación, se llevó a cabo con el esfuerzo y la colaboración de los vecinos. El domingo 27 de enero de 2019 se celebró el 15.º aniversario de la institución de la Adoración Eucarística Perpetua en dicha parroquia. El templo parroquial consta de una sola nave de reducidas dimensiones.

## Fiestas Populares
- La Romería de San Isidro Labrador, celebrada el 1 de mayo. Comienza con una celebración religiosa en la parroquia y seguidamente los romeros acompañan durante cuatro kilómetros al santo patrón hasta el área de recreo del paraje de Guadalmansa para pasar un día de convivencia en el campo junto al río.
- La Feria en honor a la festividad del Purísimo Corazón de María el 23 de agosto y con una duración de 4 días. Comienza con la elección de Reinas y Damas de la Feria en julio. La feria tiene un programa muy extenso ya que cuenta con pasacalles, feria de día y de noche, fiestas infantiles y para la tercera edad, diversas competiciones deportivas, misa rociera, fuegos artificiales, diferentes bailes y todo tipo de actuaciones.[24]
- La Navidad se celebra con varios eventos como el belén viviente infantil, una merienda para mayores y concurso de dulces así como la tradicional Cabalgata de los Reyes Magos.[25]